# Per Åhlin
Per Johan Axel Åhlin (født 7. august 1931, død 1. maj 2023) var en svensk kunstner, animator og filminstruktør. Han regnes som en af de vigtigste personer i svensk animation og er bedst kendt for filmene Rejsen til Melonia, Dunderklumpen! og Eventyret om Karl-Bertil Jonssons juleaften. Han var også instruktør på den animerede tv-serie Alfons Åberg fra 1979.
Per Åhlin startede sin karriere som tegner og illustrator på et reklamebureau i Malmø. Efter at have arbejdet i kort tid søgte han ind på teatret som dekoratør. Åhlin var aktiv på teatre i Helsingborg, Aalborg, København, Stockholm og til sidst Malmø fra 1959. I begyndelsen af 1960'erne kom hans første animationer, der blev vist i tv-programmet Söndagsbilagan (sv). Allerede i 1957 blev en af hans plakater brugt i Danmark, da Rådet for Større Færdselssikkerhed lancerede den landskendte Pas på mig-kampagne. Plakaten bruges stadig som skilt på danske viilaveje for at gøre trafikanter opmærksom på legende børn.
Per Åhlin var også kendt for sit samarbejde med komedieduoen Hasse og Tage (sv).[kilde mangler] Han arbejdede på flere af duoens film, blandt andet I ho'det på en gammel dreng (1968) og Picassos eventyr (1978), hvor han animerede Picassos malerier. I 1970 startede han sit eget animationsstudie, PennFilm Studio AB, og instruerede mange spille- og kortfilm. Han vandt to Guldbagge-priser i henholdsvis 1975 og 1990, samt en Gullspira i 2006.[kilde mangler] Han modtog også Emil-prisen i 2014.
Per Åhlin døde i en alder af 91 år den 1. maj 2023.

## Filmografi
Animator
- Manden, som holdt op med at ryge (1972)
- Ægget er skørt! (1975)
- Picassos eventyr (1978)
- Jeg er med barn (1979)
- Skrald (1981)
- Ronja Røverdatter (1984)
- Jönssonligan & den svarta diamanten (1992)

Instruktør
- I ho'det på en gammel dreng (1968, kun for animation)
- Dunderklumpen! (1974)
- Eventyret om Karl-Bertil Jonssons juleaften (1975)
- Alfons Åberg (1979-1994)
- Rejsen til Melonia (1989)
- Hundehotellet (2000)
- Laban, det lille spøgelse (2006-2009)
- Lille Anna og Lange onkel Ib (2012)
- Emil og Ida fra Lønneberg (2013)

Urealiserede projekter
- Hoffmanns ögon (1993)[9][10]
- Den magiska saxofonen[11]
- Det blæser på månen[11]
- Far skal hjem[11]